# Tre per otto
Tre per otto è un romanzo di spionaggio di George Marton e Christopher Felix, scritto nel 1972 e pubblicato in Italia nel 1975 nella collana Segretissimo della Mondadori.
Il romanzo è ambientato in tutta Europa, ma prevalentemente in Italia, tra la Riviera Ligure e Milano. In particolare, viene esaltata la bellezza di luoghi come Portofino e Camogli.
La composizione si avvale della consulenza di Christopher Felix, identità dietro alla quale si celava l'ex-agente segreto James McCargar che era stato alle dipendenze dell'O.S.S. durante la Seconda guerra mondiale e in seguito alla fine del conflitto, della CIA, operando proprio in Ungheria, Italia e Francia.
Il romanzo è molto particolare oltre che per l'ambientazione, anche perché in esso si incrociano le storie di un alto numero di personaggi ognuno con una sua ben definita personalità.

## Trama
Otto Miller, editore musicale, durante l'ultima guerra ha fatto parte di un gruppo ultrasegreto chiamato UNIT 37, un gruppo con licenza e missione di sterminare in incidenti simulati grosse personalità del nazismo.
Sono passati molti anni e Miller pensa che ormai tutti si siano dimenticati di ciò che è stato, anche perché, dopo lo scioglimento di UNIT 37, la CIA ha distrutto tutti i documenti che riguardavano l'organizzazione. Invece, come un fulmine a ciel sereno, la vecchia storia riemerge: pare che esista un gruppo di neonazisti decisi ad uccidere tutti gli ex membri di UNIT 37.
Otto Miller non ha voglia di morire, e quando, per errore, viene considerato deceduto in un incidente stradale, si guarda bene dal negare la cosa.
Ma qualcuno non se la beve, e così, il servizio segreto americano e quello sovietico iniziano a dargli la caccia.

## Personaggi
- Otto Miller: discografico, ex appartenente ad UNIT 37;
- Peter Dowling: avvocato di Miller, ex agente CIA ai tempi della Guerra di Corea;
- Alexander Satori: socio in affari di Miller, dalla doppia vita;
- Whitney Ballard: ambasciatore statunitense a Parigi, ex superiore di Miller;
- Lord David Killitoe: nobile inglese ex membro di UNIT 37, imparentato con i Reali d'Italia;
- Caxton Borroughs: segretario del Voyager's Club, ex compagno d'armi di Miller;
- Jake Forman / Colonnello Jacob Bekhor: ex di UNIT 37 dalla vita misteriosa;
- Lazar Matveyich Pegov: capo del KGB a Monaco di Baviera;
- Roger Heston: capo della CIA a Parigi;
- Ross Trumbull: agente statunitense con una missione delicata da compiere;
- Ernst Seger: capo del Servizio di Sicurezza della Germania Occidentale;
- Helen Goodman: Segretaria di Miller;
- Eva Kanday: cantante di successo con origini ungheresi;
- Cristina Laggi: amica di Otto Miller e proprietaria di un bar nel centro di Milano;
- Maria Kodaly: dottoressa ungherese amica di Eva, sogna di fuggire in Occidente;
- Baronessa Helga von Huxcull: nobile tedesca spregiudicata, agente della Germania Occidentale;
- Gunter Roessli: banchiere svizzero marito di Eva;
- Colonnello Haris: del Servizio Informazioni Ungherese.